# 御旅屋町
御旅屋町（おたやまち）は、富山県高岡市の町名である。
1904年（明治37年）3月に大字旅屋門前が改称して成立した。

## 施設
- 御旅屋セリオ
  - 大和高岡サテライトショップ
  - オタヤ市民サービスコーナー
- パセオガーデン

## 御旅屋通り商店街
町内に位置する全蓋式のアーケード商店街。12月、1月、2月を除く毎月第3日曜には、「まち、ひと、しごと。」を合言葉とした「御旅屋人マーケット」が開催される。